# Patargo
Patargo est l'un des douze arrondissements de la commune de Djougou dans le département de la Donga au Bénin.

## Géographie
Patargo est situé au centre-ouest du Bénin et compte 7 villages que sont Dabagou, Demsirou, Partago, Tepredjissi,  Vanhoui,  Abitanga, et Momongou.

## Démographie
Selon le recensement de la population de 2013 conduit par l'Institut national de la statistique et de l'analyse économique (INSAE), Patargo compte 27 955 habitants. L'arrondissement de Patargo est peuplé en majorité par l'ethnie Yowa, qui parle la langue Yom. Plus de 85% de la population est de cette ethnie.